# Samenhuizen
Samenhuizen is de overkoepelende term die (vooral in Vlaanderen) gebruikt wordt voor verschillende vormen van gemeenschappelijk wonen. Enkele woonvormen in oplopende graad van gemeenschappelijkheid en betrokkenheid van de bewoners:
- de buurt: meestal geen architecturale samenhang; al dan niet betrokken nabuurschap.
- het woonerf: architecturale samenhang; al dan niet betrokken nabuurschap.
- centraal wonen (of condominium): er kan sterk betrokken nabuurschap zijn; gemeenschappelijke tuin, vergaderzaal, eventueel andere; soms zijn er gemeenschappelijke activiteiten; elk heeft een appartement of huis(je) privé.
- cohousing: naast een architecturale samenhang zijn er uitgebreide gemeenschappelijke voorzieningen, zoals een gemeenschappelijk paviljoen met een eetruime en uitgeruste keuken, plaats voor kinderopvang, wasmachines, gastenkamers, etc. Ook de buitenaanleg met tuin en parkeerplaats blijft grotendeels in mede-eigendom. Elk heeft zijn eigen wooneenheid.
- de woongroep: samenwonen "in gezinsverband", dagelijkse omgang met elkaar; elk heeft een kamer (appartement) privé.
- het kerngezin: een doorsneegezin.

Tussen deze verschillende types van samenwonen zijn er nog vele tussenvormen mogelijk met andere accenten of woonprojecten met gemengde vormen. Volgens de definitie die de Nederlandse Landelijke Vereniging Centraal Wonen (LVCW) kunnen enkel centraal wonen, samenhuizing en woongroep worden beschouwd als een woongemeenschap:
"In een Woongemeenschap hebben de bewoners vrijwillig gekozen om in onderlinge betrokkenheid te wonen, op basis van gelijkheid, zelfbeheer, respect voor de gewenste mate van privacy. Meerdere individuen en/of huishoudens beschikken over gemeenschappelijke ruimtes en voorzieningen, en beheren deze gezamenlijk."

## Voorgeschiedenis
Woongemeenschappen zijn in de loop van de jaren nooit helemaal weggeweest. Kloosters, begijnhoven, uitgebreide boerenfamilies met knechten en meiden, de Waldenbeweging, de communes van de jaren zestig, zijn er zeer verschillende uitingen van. Mensen zoeken naast hun privénestje ook in mindere of meerdere mate nabijheid van de familie, de stam, de groep waartoe ze behoren. In Vlaanderen is er na het verdwijnen van haast alle communes een opleving van woongemeenschappen geweest eind jaren tachtig, begin jaren negentig. Deze zijn in vergelijking met hun voorgangers wel op een steviger en haalbaarder basis gestoeld.